# Група вікових дерев (пам'ятка природи, с. Ільківці)
Гру́па вікови́х дере́в — ботанічна пам'ятка природи місцевого значення в Україні. Об'єкт природно-заповідного фонду Хмельницької області.
Розташована в межах Теофіпольської селищної громади Хмельницького району Хмельницької області, у південній частині села Ільківці.
Площа 3,1 га. Статус присвоєно згідно з рішенням сесії облради від 17.12.1993 року № 3. Перебуває у віданні: Ільківецька сільська рада.